# Concepción marxista del Estado

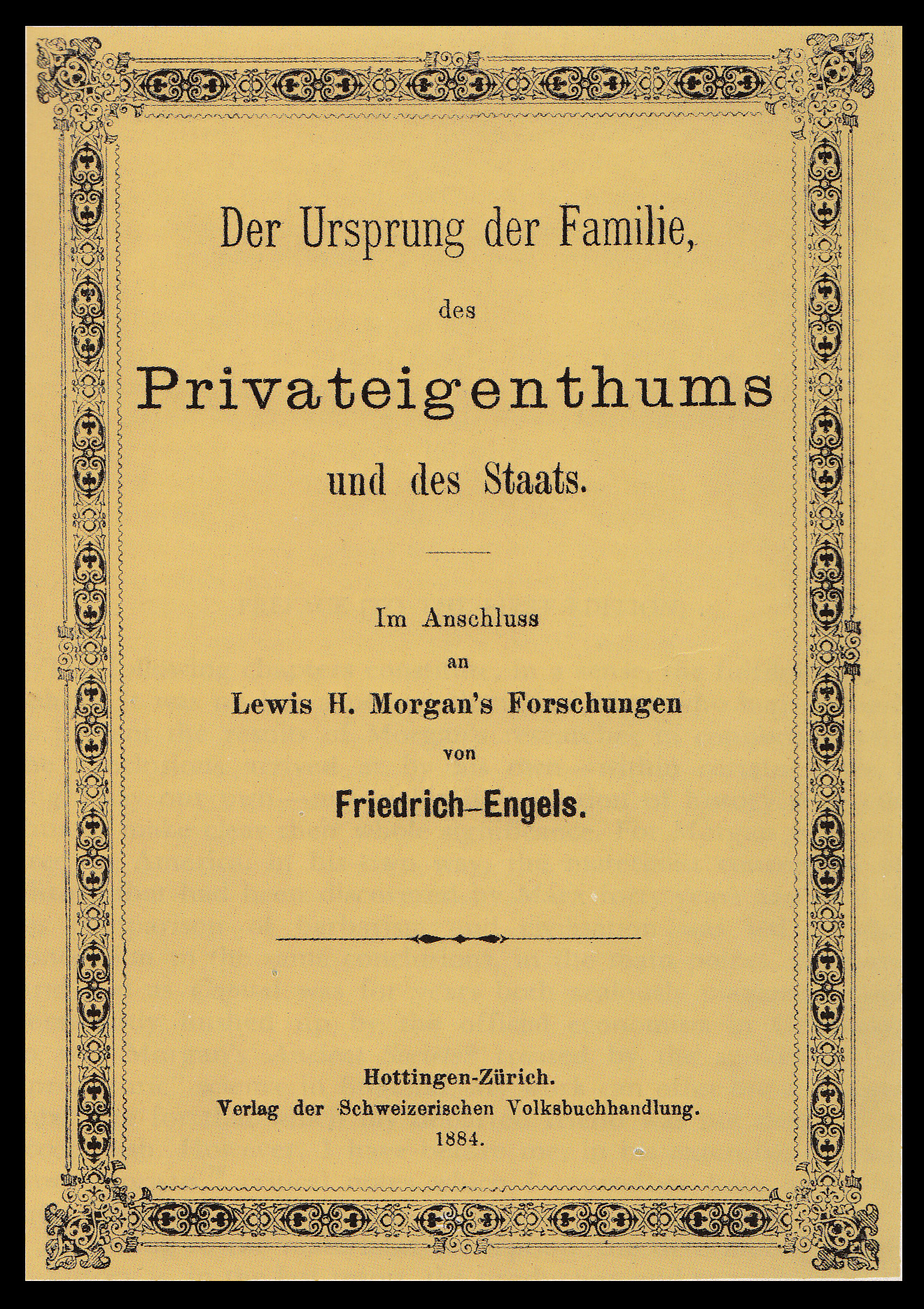
Primera edición de El origen de la familia, la propiedad privada y el Estado.

La concepción marxista del Estado se puede dividir en tres áreas temáticas: Estados precapitalistas, Estados en la era capitalista (es decir, presente) y el Estado (o la ausencia del mismo) en la sociedad poscapitalista (comunista). Este hecho se superpone al de que sus propias ideas sobre el Estado cambiaron a medida que crecía, diferenciándose en su primera fase precomunista, la fase joven de Marx que es anterior a los levantamientos de 1848 en Europa y en su trabajo maduro y más matizado.

La visión marxista del Estado es un conjunto de "aparatos" al servicio de la clase dominante. El rechazo marxista del Estado como una instancia superior al ser humano o persona privada es argumentado en la Crítica de la filosofía del derecho de Hegel. El Estado burgués no puede ser defensor de los intereses generales, ya que éstos se oponen a los de la propiedad privada, sin cuya abolición nunca habrá una genuina "emancipación humana".
¿Cuáles habían sido las características del Estado hasta entonces? En un principio, por medio de la simple división del trabajo, la sociedad se creó los órganos especiales destinados a velar por sus intereses comunes. Pero, a la larga, estos órganos, a cuya cabeza estaba el Poder estatal persiguiendo sus propios intereses específicos, se convirtieron de servidores de la sociedad en señores de ella.
El Estado es siempre el Estado de la clase dominante, y el gobierno "es el órgano de la sociedad para el mantenimiento del orden social; detrás de él, vienen las distintas clases de propiedad privada". Luego la abolición de la propiedad privada lleva a la desaparición del Estado, y por consiguiente las clases sociales. En Anti-Dühring, Friedrich Engels expresó que el Estado no se suprime, sino que se extingue. Vladimir Lenin enfatiza este aforismo, pues señala el carácter gradual del proceso y su espontaneidad. Nikolái Bujarin como marxista ortodoxo, consideraba la ideología como cimiento del Estado. (Ver: Infraestructura y superestructura)
Con todo esto, no faltan quienes consideran que en el pensamiento de Marx y de Engels se ha ninguneado la dimensión antiestatalista. En este sentido, la palabra «socialismo» tendría más que ver con una federación de comunas libres que con un Estado burocrático y centralizado. Michael Heinrich problematiza la concepción marxiana "instrumentalista" del Estado es que "oscurece las diferencias cualitativas entre las relaciones sociales preburguesas y burguesas y solo enfatiza la división de lo social en clases sociales".

## Introducción
El marxismo es el conjunto de doctrinas políticas y filosóficas derivadas de la obra de Karl Marx, filósofo, economista y periodista revolucionario alemán, quien contribuyó en campos como la sociología, la economía y la historia, y de su amigo Friedrich Engels.

Hoy, el Poder público viene a ser, pura y simplemente, el Consejo de administración que rige los intereses colectivos de la clase burguesa.
Karl Marx y Friedrich Engels, Manifiesto del Partido Comunista (1848)

Para distinguir la doctrina inicial de las corrientes derivadas, al marxismo propuesto por Marx y Engels se ha denominado históricamente como socialismo científico. Este pensamiento pretende llegar a un gobierno de la clase trabajadora (socialismo) que derroque al poder burgués, para llegar a una segunda fase (comunismo), donde no existan clases sociales. El Estado en el marxismo es, siguiendo a Engels en el Anti-Dühring:

El Estado moderno, cualquiera que sea su forma, es una máquina esencialmente capitalista, un Estado de los capitalistas: el capitalista total ideal.
Friedrich Engels, Anti-Dühring (1878)

En Principios del comunismo Engels explica las razones por las cuales no se llamó «Manifiesto socialista», ya que según él existían tres tipos de socialistas: aquellos que querían restablecer el sistema feudal y patriarcal que venía siendo destruido por la gran industria, aquellos que querían conservar la sociedad capitalista pero «quitándole» sus males inherentes, y finalmente los socialistas democráticos —pequeñoburgueses—, que querían cambiar el capitalismo (en eso coincidían con los comunistas) pero no para llegar al comunismo, sino solamente para aliviar de sufrimientos y penurias al proletariado. El comunismo por el contrario era visto únicamente como la lucha de la clase obrera colectiva frente a la industrialización y la aún naciente globalización, lucha por medio de la cual se pretendía instalar un Estado proletariado que velara por los intereses de todo el pueblo (sin excepción), en donde se centralizara el poder y en el cual no existiera dominación de una clase sobre otra, ya que estas desaparecerían. También pone de manifiesto que este Estado debía garantizar educación gratuita, acceso al sistema de salud y condiciones dignas para todas las personas. 
Por tanto, para el marxismo, era imprescindible el estudio del problema del Estado. 
En palabras de Lenin: 

...difícilmente se encontrará otro problema en que deliberada e inconscientemente, hayan sembrado tanta confusión los representantes de la ciencia, la filosofía, la jurisprudencia, la economía política y el periodismo burgueses como en el problema del Estado. Todavía hoy es confundido muy a menudo con problemas religiosos; no sólo por los representantes de doctrinas religiosas (es completamente natural esperarlo de ellos), sino incluso personas que se consideran libres de prejuicios religiosos confunden muy a menudo la cuestión especifica del Estado con problemas religiosos y tratan de elaborar una doctrina -- con frecuencia muy compleja, con un enfoque y una argumentación ideológicos y filosóficos -- que pretende que el Estado es algo divino, algo sobrenatural, cierta fuerza, en virtud de la cual ha vivido la humanidad, que confiere, o puede conferir a los hombres, o que contiene en sí algo que no es propio del hombre, sino que le es dado de fuera: una fuerza de origen divino.
Lenin, Sobre el Estado (Conferencia pronunciada en la Universidad Sverdlov) (1919)

## El origen del Estado

Friedrich Engels (1879).

Para los marxistas, el Estado no ha existido siempre. Hubo un tiempo en donde no existía el Estado, donde los vínculos generales, la sociedad misma y la organización del trabajo se mantenían gracias a la fuerza de la costumbre o debido al respeto que ejercían sobre la comunidad los jefes de las gens, o las mujeres, que con frecuencia tenían los mismos derechos y obligaciones que los hombres. Asimismo, no existía una categoría especial de personas que se encargasen de gobernar. 
Engels divide la historia de la humanidad en su obra El origen de la familia, la propiedad privada y el estado en tres fases: salvajismo, barbarie y civilización. En el salvajismo, los hombres vivían de lo que cazaban y recolectaban; con la barbarie se mejoran los instrumentos de uso cotidiano y se inicia la domesticación de algunos seres vivos; es en la civilización con el surgimiento de la agricultura cuando aumentó la suma de trabajo que correspondía diariamente a cada miembro de la comunidad doméstica o de la familia aislada. Era ya conveniente conseguir más fuerza de trabajo, y la guerra la suministró: los prisioneros fueron transformados en esclavos. Dadas todas las condiciones históricas de aquel entonces, la primera gran división social del trabajo, al aumentar la productividad del trabajo, y por consiguiente la riqueza, y al extender el campo de la actividad productora, tenía que traer consigo necesariamente la esclavitud. Para mantener este sistema de explotadores y esclavos se hizo necesario crear un aparato de dominación religioso, cultural y político: el Estado.
Tras las sociedades primitivas, con el surgimiento de la primera forma de explotación del hombre por el hombre, el esclavismo, aparecen las primeras formas estatales. En esta, los propietarios de los medios de producción, eran a su vez propietarios de personas, que ni siquiera eran consideradas como tales.
Con la aparición del feudalismo, las condiciones de los más explotados se modifican en cierta forma. Se desarrolló el régimen de la servidumbre, en el que los campesinos podían apropiarse de parte de su trabajo, aunque seguía existiendo una sujeción directa al propietario de los medios de producción.
Con el desarrollo del comercio, en la sociedad feudal, aparece una nueva clase social, la capitalista, «una minoría insignificante de la población, que dispone íntegramente de todo el trabajo realizado por el pueblo y, por consiguiente, tiene a sus órdenes, oprimiéndola y explotándola, a toda la masa de los trabajadores» y en la que nos encontramos actualmente. Con la existencia de la sociedad de clases, en sus distintas formas (esclavismo, feudalismo y capitalismo), el Estado se crea y es necesario para una pequeña parte de la población, que como hicimos mención con anterioridad, utiliza el aparato estatal para dominar a la mayoría.

Así, pues, el Estado no es de ningún modo un poder impuesto desde fuera de la sociedad; tampoco es «la realidad de la idea moral», «ni la imagen y la realidad de la razón», como afirma Hegel. Es más bien un producto de la sociedad cuando llega a un grado de desarrollo determinado; es la confesión de que esa sociedad se ha enredado en una irremediable contradicción consigo misma y está dividida por antagonismos irreconciliables, que es impotente para conjurar. Pero a fin de que estos antagonismos, estas clases con intereses económicos en pugna no se devoren a sí mismas y no consuman a la sociedad en una lucha estéril, se hace necesario un poder situado aparentemente por encima de la sociedad y llamado a amortiguar el choque, a mantenerlo en los límites del «orden». Y ese poder, nacido de la sociedad, pero que se pone por encima de ella y se divorcia de ella más y más, es el Estado.
Friedrich Engels (1884), El origen de la familia, la propiedad privada y el Estado, pag. 93

## Crítica del Estado
Marx desarrolló gran parte de su pensamiento a través de la crítica al concepto de propiedad burguesa, como elemento básico para la explotación del proletariado, mediante la obtención de la plusvalía por parte del empresario capitalista con la mercantilización de la fuerza de trabajo. Por lo tanto, el concepto de plusvalía se puede definir, de forma general, como el beneficio que obtiene el capitalista por la venta de la mercancía producida por el poseedor de la fuerza de trabajo. En la mercancía, hay que diferenciar el valor de uso y el de cambio. Mientras que con el valor de uso se refiere a la utilidad que se puede obtener con la utilización de un bien; el valor de cambio, desde una perspectiva cuantitativa, es la cantidad dineraria que se puede conseguir por la venta de la mercancía en el mercado.
En la sociedad capitalista la fuerza de trabajo se constituye como una mercancía, la cual tiene un valor de cambio (el salario) y un valor de uso, que no es la satisfacción de necesidades humanas sino la creación de otras mercancías. Del mismo modo, las mercancías creadas mediante la fuerza de trabajo poseen un valor de uso y valor de cambio, siendo el valor de cambio siempre mayor que el salario (como valor de cambio de la fuerza de trabajo) y la diferencia resultante es la plusvalía.

Para la doctrina marxista, los conceptos de propiedad y Estado están íntimamente relacionados, pues según Marx y Engels, «el gobierno del estado no es más que la junta que administra los negocios comunes de la clase burguesa». En correspondenicia con Conrad Schmidt, Engels explica que debido a la división del trabajo dentro de la producción surgen ramas independientes que "en términos generales al movimiento de la producción", como el comercio de mercancías y de dinero. Esto también ocurrió con el Estado:
La sociedad crea ciertas funciones comunes, de las que no puede prescindir. Las personas nombradas para ellas forman una nueva rama de la división del trabajo dentro de la sociedad. De este modo, asumen también intereses especiales, opuestos a los de sus mandantes, se independizan frente a ellos y ya tenemos ahí el Estado.
El Estado, para los marxistas, aparece como un producto del carácter irreconciliable de las contradicciones de clase, en palabras de Marx: «La anatomía de la sociedad civil hay que buscarla en la economía política». Señalan que por regla general pertenece a la clase más poderosa, la clase económicamente dominante. Por excepción, en algunos períodos las clases en lucha están tan equilibradas que el poder del Estado, como mediador aparente, adquiere cierta independencia momentánea respecto a una y otra. Tal aconteció, según el análisis marxista, con la monarquía absoluta de los siglos XVII y XVIII, con el bonapartismo del primero y segundo Imperios en Francia y con Bismarck en Alemania. También en la Rusia republicana, en el gobierno de Kerenski. Lenin ahonda más en esa función como máquina represiva que tiene el Estado, «mientras exista la propiedad privada, vuestro Estado, aunque sea una república democrática, no es otra cosa que una máquina en manos de los capitalistas destinada a aplastar a los obreros, y cuanto más libre sea el Estado, con tanta mayor claridad se manifiesta este hecho».

Tal concepción instrumentalista del Estado no es incompatible con su reconocimiento o "autonomía relativa", defendida con matizaciones por Marx en El 18 Brumario de Luis Bonaparte o en La guerra civil en Francia. Engels puso de ejemplo a la Comuna de París como forma de administración estatal al servicio del proletariado (dictadura del proletariado):
La Comuna tuvo que reconocer desde el primer momento que la clase obrera, al llegar al Poder, no puede seguir gobernando con la vieja máquina del Estado; que, para no perder de nuevo su dominación recién conquistada, la clase obrera tiene, de una parte, que barrer toda la vieja máquina represiva utilizada hasta entonces contra ella, y, de otra parte, precaverse contra sus propios diputados y funcionarios, declarándolos a todos, sin excepción, revocables en cualquier momento. [...] Contra esta transformación, inevitable en todos los Estados anteriores, del aparato estatal y sus órganos, de servidores de la sociedad en amos de ella, la Comuna empleó dos remedios infalibles. En primer lugar, cubrió todos los cargos administrativos, judiciales y educacionales por elección, mediante sufragio universal, concediendo a los electores el derecho a revocar en todo momento a sus elegidos. En segundo lugar, pagaba a todos los funcionarios, altos y bajos, el mismo salario que a los demás trabajadores.

## Ideología y Estado
Es necesario distinguir el aparato represivo del Estado, del aparato ideológico de éste. No nos estamos refiriendo a la utilización de la violencia, en sus distintas fórmulas, sino que «designamos con el nombre de aparatos ideológicos de Estado cierto número de realidades que se presentan al observador inmediato bajo la forma de instituciones distintas y especializadas», como las religiosas, escolar, familiar, jurídica, política, sindical, de información o cultural. No representa importancia que las citadas instituciones formen parte de la esfera privada, ya que privado-público se refiere únicamente al derecho burgués, no siendo el Estado ni público ni privado, sino simplemente, el Estado de la clase dominante. Parece que nos encontramos con una separación entre aparato violento y aparato ideológico, aunque realmente, el aparato de represión se encuentra ciertamente impregnado de ideología; al igual que el aparato ideológico, posee connotaciones violentas.
Para Antonio Gramsci, una de las funciones más importantes del Estado es elevar a la población a un determinado nivel cultural y moral, que contribuya al desarrollo de las fuerzas productivas y por tanto a las clases dominantes. La escuela como función educativa positiva y la policía y los tribunales como función educativa negativa y represiva forman, junto a otras organizaciones de carácter privado, el aparato para la hegemonía política del Estado.

## Extinción del Estado
Aunque Engels introdujo por primera vez la idea de la desaparición del Estado, atribuyó el concepto subyacente a Karl Marx, y otros teóricos marxistas, incluido Vladimir Lenin, lo ampliarían más tarde. De acuerdo con este concepto de la extinción del estado, finalmente una sociedad comunista ya no requerirá coerción para inducir a los individuos a comportarse de una manera que beneficie a toda la sociedad. Una sociedad así se produciría después de un período temporal de dictadura del proletariado.
Procede del concepto de transformación del Estado en la etapa anterior de la sociedad denominada socialismo. Engels postula que, de manera similar a los argumentos esgrimidos por Henri de Saint-Simon antes que él, en una sociedad socialista, la organización pública se preocuparía principalmente por cuestiones técnicas como la asignación óptima de recursos y la determinación de la producción en lugar de redactar y hacer cumplir las leyes y así, las funciones tradicionales del Estado se volverían gradualmente irrelevantes e innecesarias para el funcionamiento de la sociedad. Engels argumentó que el estado se transforma de un "gobierno del pueblo" en una "administración de las cosas" y, por lo tanto, no sería un estado en el sentido tradicional del término.
Este escenario dependía de la visión de Marx del poder coercitivo como una herramienta de quienes poseen los medios de producción, es decir, ciertas clases sociales (la burguesía ) y el Estado capitalista. En una sociedad comunista, las clases sociales desaparecerían y los medios de producción no tendrían un solo propietario, por lo tanto, una sociedad sin Estado ya no necesitará leyes y se desarrollará una sociedad comunista sin Estado.
El concepto de la extinción del estado diferencia al marxismo ortodoxo del socialismo de Estado (que aceptaba la retención de la institución del estado) y anarquismo antiestatista (que exigía la abolición inmediata del estado sin necesidad percibida de ningún tipo de institución "temporal" posrevolucionaria del estado).

## Reformismo, eurocomunismo y Estado
Engels describe el "movimiento económico" y el "poder político" que "aspira a la mayor independencia posible" como "un juego de acciones entre dos fuerzas desiguales". Aunque el movimiento económico se impone en términos generales, también se halla sujeto "a las repercusiones del movimiento político creado por él mismo y dotado de una relativa independencia: el movimiento del poder estatal, de una parte, y de otra el de la oposición, creada al mismo tiempo que aquél". La lucha entre el Gobierno y la oposición se refleja la lucha entre las clases que ya existían y luchaban antes, pero también de un modo invertido, ya no directa, sino indirectamente, ya no como una lucha de clases, sino como una lucha en torno a principios políticos".
La reacción del poder del Estado sobre el desarrollo económico puede efectuarse de tres maneras: puede proyectarse en la misma dirección, en cuyo caso éste discurre más de prisa; puede ir en contra de él, y entonces, en nuestros dias, y si se trata de un pueblo grande, acaba siempre, a la larga, sucumbiendo; o puede, finalmente, cerrar al desarrollo económico ciertos derroteros y trazarle imperativamente otros, caso éste que se reduce, en última instancia, a uno de los dos anteriores. Pero es evidente que en el segundo y en el tercer caso el poder político puede causar grandes daños al desarrollo económico y originar un derroche en masa de fuerza y de materia.
El marxismo entendido como un método científico de análisis, y no como una ideología, en el sentido peyorativo que da Marx al término, no puede abanderar las tesis «gradualistas» que opinan que el proletariado puede conquistar pacíficamente el poder político, convenciendo a la burguesía gradualmente, de que abandonen el poder que tantos siglos de lucha les costó conseguir. En palabras de Pablo Iglesias (fundador del PSOE): «La clase obrera no puede conquistar el poder político sin arrebatárselo a la burguesía y cuando lo haya conquistado expropiará económicamente a esta en beneficio de toda la sociedad. La clase burguesa, pues desaparece, y sus individuos quedan en condiciones de igualdad con los demás; esto es, obligados a contribuir a la producción social pues de ella van a consumir y disfrutar».
Si bien en ocasiones las luchas de la burguesía han favorecido al proletariado, este ha de saber encontrar su lugar en la historia. El paso del feudalismo al capitalismo supuso una mejora en las condiciones de vida del proletariado, es cierto, pero si esto fue así, no se debió a un afán filantrópico de la burguesía, sino como un peaje que la burguesía debió pagar por el apoyo de las clases populares. En la Revolución francesa cuando se produjeron los primeros virajes reaccionarios (la reacción termidoriana), los peores parados de la dulcificación de la revolución fueron los sans culottes, el equivalente del Antiguo Régimen del actual proletariado.
Es clave el abandono de esta tradición de definición marxista del Estado en las prácticas eurocomunistas. Resulta paradigmático el libro de Santiago Carrillo, Eurocomunismo y Estado, en el abandono del planteamiento de la extinción del Estado: «(…) considero lógico que los partidos comunistas y socialistas del occidente capitalista desarrollado establezcan no ya su táctica, sino toda su estrategia sobre la base del juego democrático».
Esta «supuesta revisión» entronca con otras posturas históricas que plantean renunciar a ciertos principios de las ideas del socialismo científico, como las de Lassalle, Kautsky, o Plejánov. En su polémica con Kautsky, Lenin refuta el sometimiento de la acción de los partidos comunistas al marco de la democracia burguesa pues «En la democracia burguesa, valiéndose de mil ardides (tanto más ingeniosos y eficaces cuanto más desarrollada está la democracia “pura”) los capitalistas apartan a las masas de la participación en el gobierno, de la libertad de reunión y de imprenta».
Está polémica resuelta en el seno del movimiento obrero se reaviva con el surgimiento del eurocomunismo, presentado en Europa como el «único camino» posible para los partidos comunistas. Esta «nueva» ideología no es más que la vuelta al reformismo «de toda la vida». El revisionismo o «revisión» del marxismo, indicaba Lenin, es «una de las manifestaciones principales, si no la principal, de influencia burguesa sobre el proletariado y de la corrupción burguesa de los proletarios». En el reformismo «teóricamente» no se niega que el Estado sea el instrumento de dominación de clase, ni que las clases sean irreconciliables. Pero se pasa por alto una cuestión. Si el Estado es el producto del carácter irreconciliable de las cuestiones de clase, si es una fuerza que está por encima de la sociedad, resulta claro que la liberación de las clases oprimidas es imposible, no solo sin una revolución violenta, sino también sin la destrucción del aparato del poder estatal.